# Umspannanlage Osterath

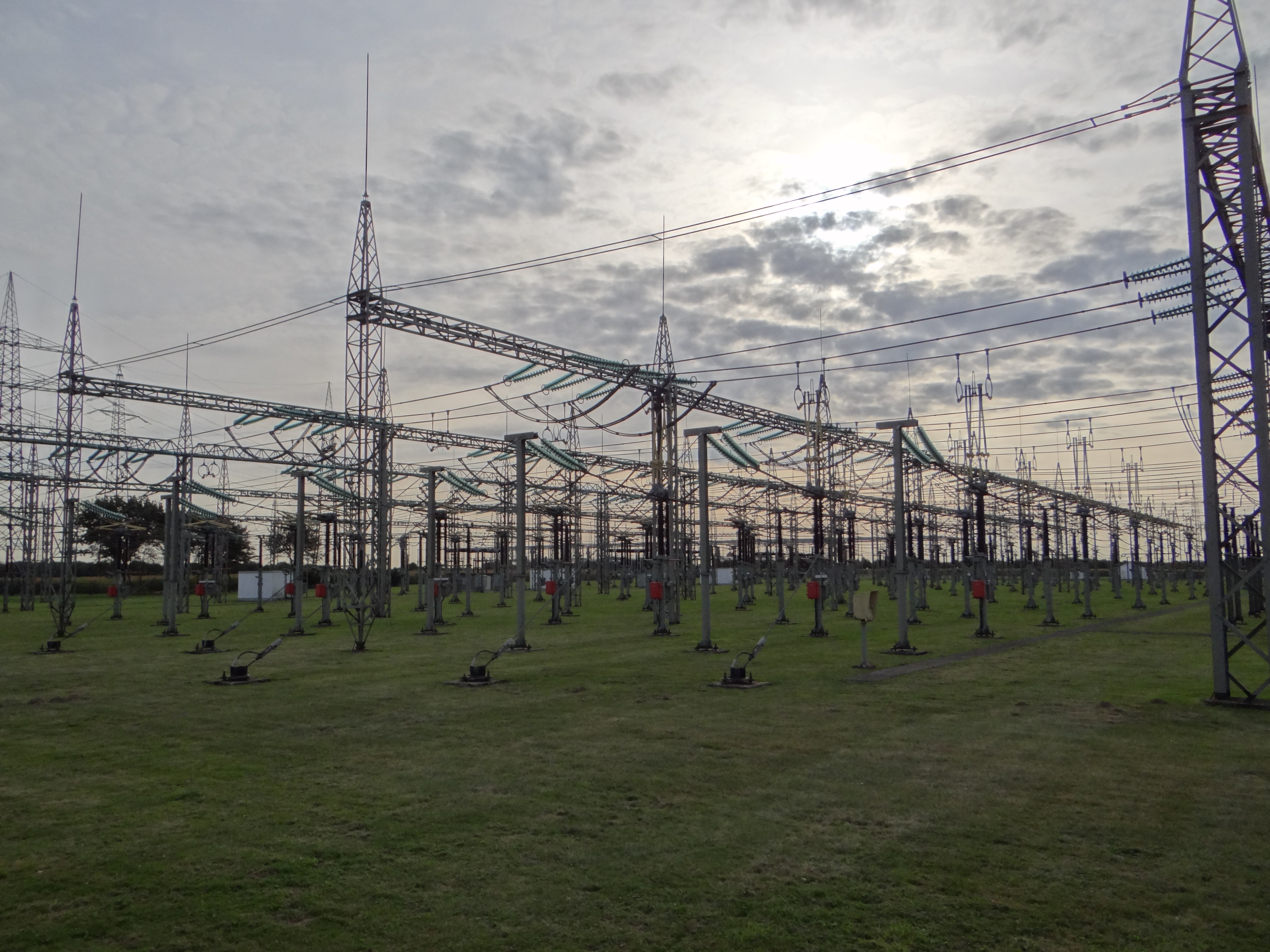
Freigelände mit Schaltanlage

Die Umspannanlage Osterath (auch Umspannwerk Osterath oder Umspannstation Osterath genannt) ist eine Umspann- und Schaltanlage des Übertragungsnetzbetreibers Amprion am südlichen Rand des Meerbuscher Stadtteils Osterath.
Die Station, die sowohl in das Höchstspannungs-Übertragungsnetz als auch in das Hochspannungs-Verteilnetz eingebunden ist, gehört bereits jetzt zu den größten derartigen Werken in Nordrhein-Westfalen. Im Rahmen der deutschen Energiewende und dem damit verbundenen Stromnetzausbau wird die Anlage um eine HGÜ-Konverterstation erweitert und zu einer der größten Anlagen in Europa ausgebaut werden.
Einen Nebenbereich der Anlage hat Amprion für ein elektrotechnisches Museum, die Elektrothek, zur Verfügung gestellt.

## Geschichte

### Entstehung und Ausbau

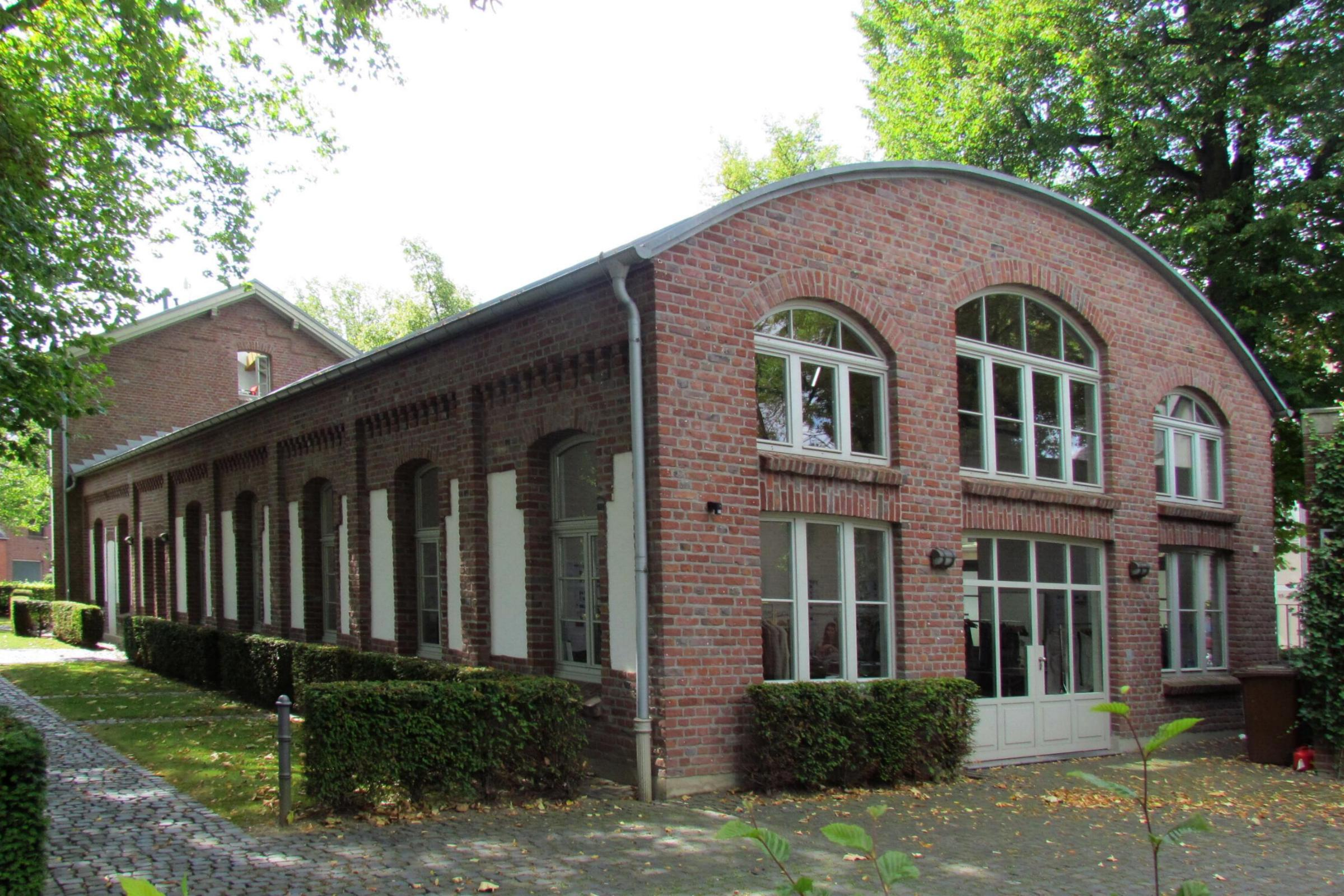
Ehem. Elektrizitätswerk Osterath, Maschinen- und Kesselhaus

Die Anlage geht zurück auf das Jahr 1911, also die Frühzeit der Elektrifizierung in Deutschland. Damals errichtete das Rheinisch-Westfälische Elektrizitätswerk (RWE) die Umspannstation als 25-Kilovolt-Anlage zusammen mit einem kleinen Elektrizitätswerk (siehe Bild) nahe dem Bahnhof von Osterath.
Einige Jahre später, 1917, wurde die Station von 25 kV auf eine Spannung von 110 kV aufgerüstet und zu einem Knotenpunkt im ersten Verbundnetz Deutschlands ausgebaut. Dieses Netz zog sich als Ring vom Rheinischen Braunkohlerevier (über Brauweiler und Erftwerk Grevenbroich, Kraftwerk Berggeist, Vorgebirgszentrale …), das Bergische Land (über Kraftwerk Reisholz), das Ruhrgebiet (über Duisburg-Lintorf, RWE-Zentrale Essen, Heizkraftwerk Hamborn, Kraftwerk Bonifatius, Gemeinschaftskraftwerk Hattingen …), die Region Niederrhein (Kraftwerk Niederrhein, Wesel) und über Osterath zurück ins Rheinische Revier.
2003 ging die Anlage zusammen mit dem gesamten Übertragungsnetz der RWE an die Tochtergesellschaft RWE Transportnetz Strom GmbH über, aus der 2009 die eigenständige Amprion wurde.
Bis 2012 speiste das Kraftwerk Frimmersdorf mit den Blöcken E und F in Osterath ein. Das Kraftwerk Neurath wird voraussichtlich bis zur Stilllegung des Blocks A am 31. Dezember 2021[veraltet] dort noch auf 220-kV-Ebene einspeisen.
Ab 2008 wurde das Werk um eine 380-kV-Anlage erweitert, die westlich des Gruttorfer Weges entstand.

### Erweiterungspläne

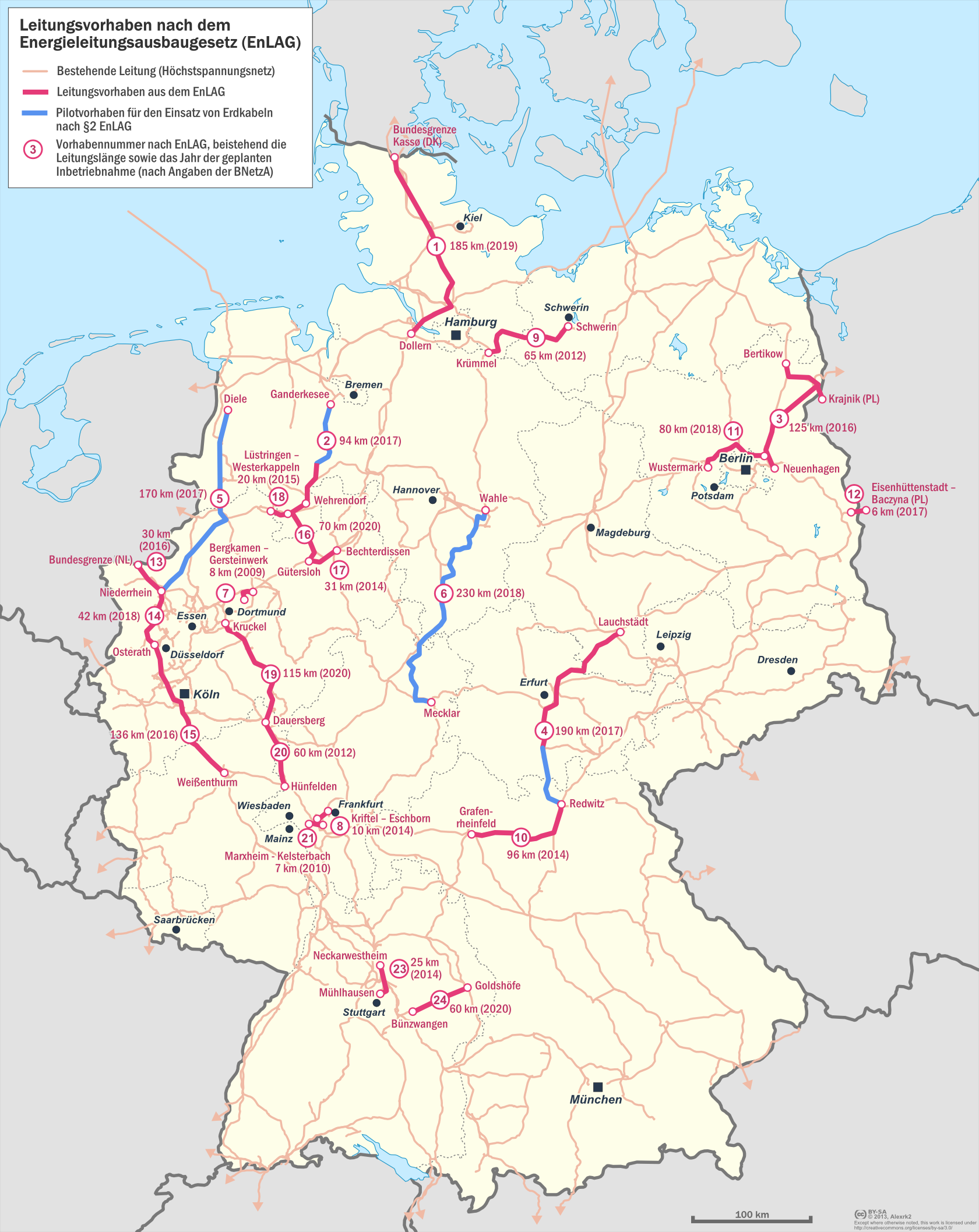
Osterath als Knotenpunkt beim Leitungsausbau gemäß EnLAG

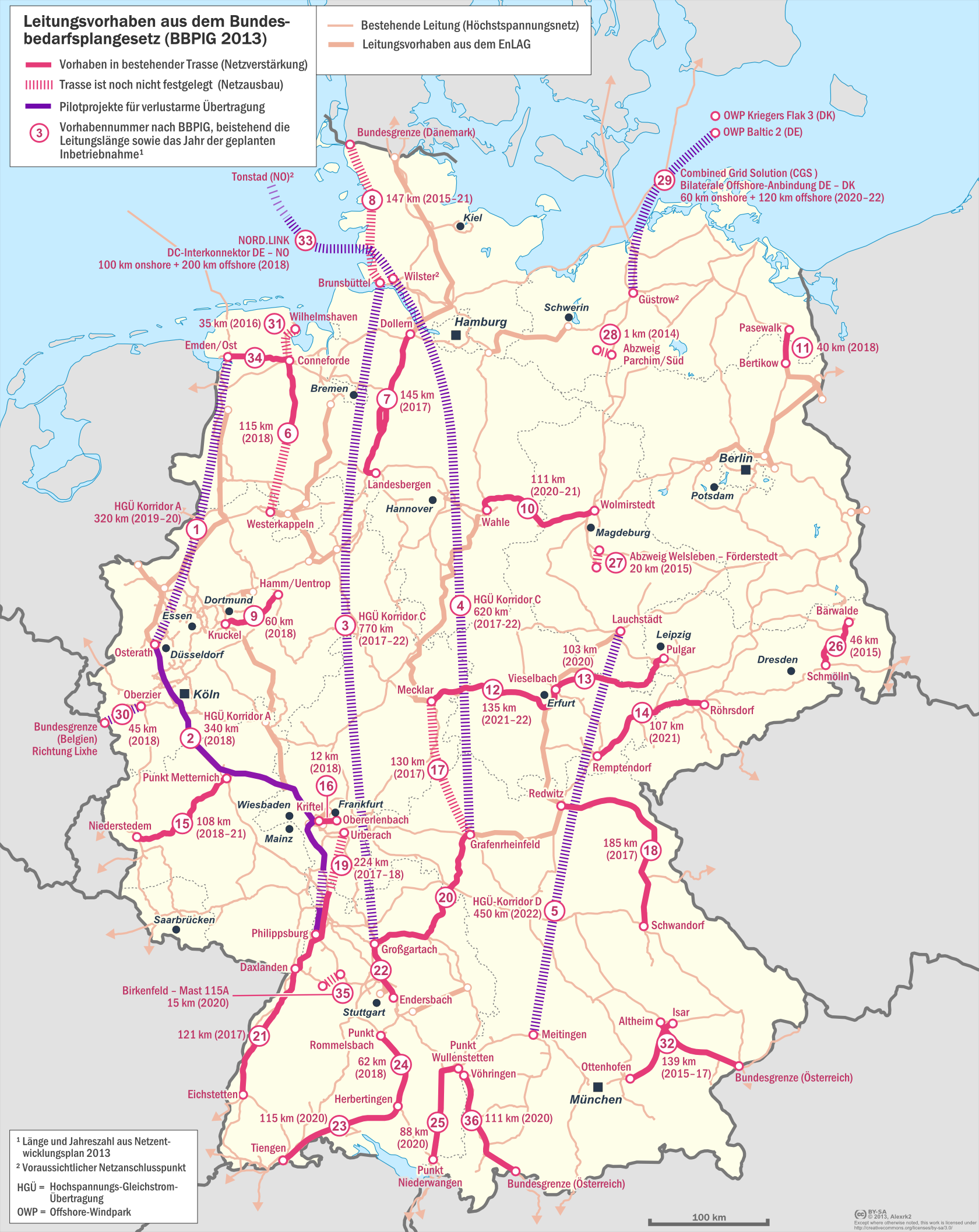
Osterath als Knotenpunkt beim Leitungsausbau gemäß BBPlG

Die Umspannanlage Osterath ist ein wichtiger Knotenpunkt im Übertragungsnetz der Amprion. Die Anlage im Rhein-Ruhr-Ballungsraum wird für vier gesetzlich festgestellte Leitungsvorhaben erweitert und ausgebaut:
- Energieleitungsausbaugesetz Nr. 14: Neubau Höchstspannungsleitung Niederrhein – Utfort – Osterath, Nennspannung 380 kV
- Energieleitungsausbaugesetz Nr. 15: Neubau Höchstspannungsleitung Osterath – Weißenthurm, Nennspannung 380 kV
- Bundesbedarfsplangesetz Nr. 1: Hochspannungs-Gleichstrom-Übertragung Emden Ost – Osterath (A-Nord)
- Bundesbedarfsplangesetz Nr. 2: Hochspannungs-Gleichstrom-Übertragung Osterath – Philippsburg (Ultranet)

#### Konverterstation
Für die HGÜ-Leitungsvorhaben A-Nord und Ultranet ist der Bau einer Konverterstation in Osterath mit Verbindung zum Wechselstromnetz vorgesehen. Die Standortentscheidung für den etwa 10 Hektar großen Doppelkonverter, der im Nahbereich der bestehenden Umspannanlage liegen muss, war lange Zeit unter breiter Anteilnahme der Bevölkerung umstritten, eine Vorentscheidung ist im September 2018 gefallen. Zunächst wurden von Amprion sechs mögliche Standorte untersucht, in der späteren Auswahl waren nur noch Standorte in Dormagen, Kaarst und Meerbusch, wobei an allen Standorten großer Widerstand der Bevölkerung auftrat. Nachdem zuvor bereits der Standort in Dormagen nicht mehr favorisiert wurde, hat der Netzbetreiber Amprion im September 2018 mitgeteilt, dass seine Entscheidung zu Gunsten des Standortes in Meerbusch-Osterath gefallen ist, und dass er seine diesbezügliche Entscheidung der Bundesnetzagentur zur finalen Entscheidung vorgelegt hat.
Amprion hat die Unterlagen zur Genehmigung nach Bundes-Immissionsschutzgesetz Anfang 2020 bei der zuständigen Genehmigungsbehörde beim Rhein-Kreis Neuss eingereicht. Mit Bescheid vom 23. November 2022 wurden die Errichtung und der Betrieb der Konverterstation genehmigt. Baubeginn war Anfang 2023. Generalunternehmer ist Siemens Energy.

#### Kritik
Kritiker befürchten durch die neue Station eine verstärkte Belastung der Anwohner durch Lärm, Verkehr, Ozon und „Elektrosmog“ sowie eine Beeinträchtigung des Landschaftsbildes durch die hohe Konverterhalle und zusätzliche Freileitungsmasten. Sie stellen die Notwendigkeit der neuen Station in Frage und bezweifeln, dass sie primär der Weiterleitung von Strom aus Erneuerbaren Energien dienen soll. Sie vermuten, dass stattdessen vorwiegend Strom aus Kohlekraftwerken eingespeist werden soll und fordern deshalb, für die Station einen Standort in der Nähe des Rheinischen Braunkohlereviers zu wählen. Weiterhin sollten die Zu- und Ableitungen nicht als Freileitung, sondern als Erdkabel ausgeführt werden.
Gegen die Erweiterung der Anlage hat sich aus den vorgenannten Gründen eine Bürgerinitiative gebildet. Bürger und Lokalpolitiker aller im Stadtrat vertretenen Parteien bemängeln die ihrer Ansicht nach zu geringe Transparenz und Bürgerbeteiligung bei der Planung. Sie fordern von Amprion, von der Bundesnetzagentur (als zuständige Planungs- und Aufsichtsbehörde) und von der Bundesregierung mehr Informationen, eine stärkere Berücksichtigung lokaler Belange und eine Überprüfung des Planes bis hin zu einem völligen Stopp des Bauvorhabens.
Die Stadt Meerbusch lehnt den Standort für die Konverterstation in Osterath ab. Sie hat 2013 Verfassungsbeschwerde gegen die gesetzliche Festlegung des Netzverknüpfungspunkts eingelegt und dem Genehmigungsantrag für den Konverterbau das Einvernehmen versagt.

## Technischer Aufbau
In der Anlage laufen eine Vielzahl von Hochspannungstrassen auf den Spannungsebenen 110, 220 und 380 Kilovolt zusammen.
Die 220- und 380-kV-Anlagen fallen unter die Kontrolle von Amprion, die 110-kV-Anlagen unter die des Verteilnetzbetreibers Westnetz.
| Netzbetreiber   | Spannung         | Name des Stromkreises | Trasse (Bauleit- nummer)      | Zielort/-station                   | Baujahr  | Himmels- richtung |
| --------------- | ---------------- | --------------------- | ----------------------------- | ---------------------------------- | -------- | ----------------- |
|                 | 380 kV           | Knechtsteden West     | 4588                          | Gohrpunkt → Station Rommerskirchen | 1971     | Süd               |
| Meerbusch West  | 380 kV           | 4123                  | Selbeck + Rath                |                                    | Nordwest |                   |
| Toeppersee West | 380 kV           | 4123                  | Utfort                        |                                    | Nordwest |                   |
| 220 kV          | Fichtenhain West | 2388                  | Edelstahl Krefeld             |                                    | Nordwest |                   |
| 220 kV          | Fichtenhain Ost  | 2388                  | Dülken + Utfort               |                                    | Nordwest |                   |
| 220 kV          | Neurath 1a       | 4588                  | Gohrpunkt → Kraftwerk Neurath | 1971                               | Süd      |                   |
| 220 kV          | Osterath West    | 4588                  | Gohrpunkt                     | 1971                               | Süd      |                   |
| 220 kV          | Frixheim Nord    | 4588                  | Gohrpunkt → Rommerskirchen    | 1971                               | Süd      |                   |
| 220 kV          | Gellep West      | 2364                  | Gellep                        |                                    | Ost      |                   |
| 220 kV          | Stratum Ost      | 2364                  | Mündelheim + Rheinhausen      |                                    | Ost      |                   |
|                 | 110 kV           |                       |                               |                                    |          |                   |
| Krefeld West    | 2388             | Edelstahl Krefeld     |                               | Nordwest                           |          |                   |
| Krefeld Ost     | 2388             | St. Tönis             |                               | Nordwest                           |          |                   |
| Lank West       | 2364             | Lank → Mündelheim     |                               | Ost                                |          |                   |
| Lank Ost        | 2364             | Lank → Mündelheim     |                               | Ost                                |          |                   |
| Willich Nord    | 0929             | Willich               |                               | West                               |          |                   |
| Büttgen West    | 0929             | Mönchengladbach       |                               | West                               |          |                   |
| Kaarst West     | 4588             | Gohrpunkt             |                               | Süd                                |          |                   |
| Büderich Nord   | 4588             | Büderich              |                               | Süd                                |          |                   |